# Lại Lý Huynh
Lại Lý Huynh (sinh ngày 16 tháng 5 năm 1990) là một vận động viên cờ tướng người Việt Nam, đạt danh hiệu đặc cấp quốc tế đại sư. Lại Lý Huynh từng giành chức Á quân giải vô địch cờ tướng thế giới năm 2023 và từng 6 lần vô địch cờ tướng quốc gia Việt Nam.
Là nhà vô địch hoặc á quân quốc gia 9 năm liên tiếp từ 2013 đến 2021, Lại Lý Huynh được xem là kỳ thủ số một Việt Nam hiện tại và được giới hâm mộ cờ tướng đánh giá là kỳ thủ toàn tài nhất trong lịch sử cờ tướng Việt Nam hiện đại.

## Sự nghiệp

### Các giải cờ quốc gia
Lại Lý Huynh 6 lần vô địch Việt Nam. Lần đầu tiên tại Thành phố Hồ Chí Minh tháng 3 năm 2013 và bảo vệ được ngôi vô địch tại giải 2014. Đến năm 2016 anh lại lên ngôi vô địch sớm một vòng đấu khi đạt 9/10 điểm, bỏ cách người thứ hai 1,5 điểm. Kết thúc giải đấu anh vô địch với 10/11 điểm. Lại Lý Huynh tiếp tục thể hiện phong độ cao và giành được chức vô địch cờ tướng A1 ở các năm 2018, 2021. Kể từ năm 2016 đến nay, khi giải A1 có đầy đủ 3 nội dung thì Lại Lý Huynh luôn có ít nhất 1 huy chương vàng trong 3 nội dung tại mỗi giải mà anh tham gia.
Hiện nay, ở nội dung cờ tiêu chuẩn, Lại Lý Huynh đã 6 lần vô địch Việt Nam (2013, 2014, 2016, 2018, 2021, 2025). Số chức vô địch nhiều thứ hai lịch sử cờ tướng Việt Nam ngang bằng với cố danh thủ Mai Thanh Minh (thành tích chỉ sau mỗi Túy Kỳ Tiên Trềnh A Sáng - 7 lần). Ngoài ra, Lại Lý Huynh cũng về nhì tại nội dung cờ tiêu chuẩn nhiều nhất lịch sử - 5 lần á quân (2015, 2017, 2019, 2020, 2023).
Ở nội dung cờ nhanh, Lại Lý Huynh vô địch nhiều lần nhất lịch sử cờ tướng Việt Nam, 6 lần (2015, 2016, 2020, 2021, 2022, 2023) trong đó đáng chú ý giai đoạn (2020-2023) là anh vô địch 4 lần liên tiếp, khẳng định vị thế số 1 ở nội dung sở trường trong những năm gần đây.
Ở nội dung cờ chớp, Lại Lý Huynh cũng vô địch 4 lần (2017, 2018, 2019 và 2024) cũng là nhiều lần nhất lịch sử cờ tướng Việt Nam.
Từ những thành tích trên, có thể thấy rằng Lại Lý Huynh đang là một trong những kỳ thủ giàu thành tích nhất lịch sử giải vô địch quốc gia Việt Nam A1.

### Giải đấu quốc tế
Từ khi thành danh thì Lại Lý Huynh luôn là một trong những thành viên chủ lực của đội tuyển cờ tướng Việt Nam ở các sân chơi quốc tế.

#### Giải vô địch thế giới
Lại Lý Huynh xuất hiện lần đầu ở giải vô địch thế giới 2009, khi mới 19 tuổi, Huynh đã xuất sắc đạt được hạng 7 chung cuộc và huy chương bạc đồng đội (cùng với Nguyễn Thành Bảo - á quân giải năm đó).
Sau đó, các năm 2015, 2019, 2022 thành tích nội dung đồng đội của Lại Lý Huynh lần lượt các màu huy chương là đồng, đồng, vàng. Ở nội dung đồng đội, anh  cùng với Nguyễn Thành Bảo, đã đoạt chức vô địch giải đấu năm 2022. Cũng ở giải đấu này, Cũng ở giải đấu này, Lại Lý Huynh đã vô địch nội dung cờ nhanh, đây là nội dung thi đấu thử nghiệm lần đầu, có sự tham gia của các kỳ thủ Trung Quốc. Tuy nhiên, hai kỳ thủ Trung Quốc Vương Thiên Nhất và Vương Khuếch đã phải bỏ cuộc giữa chừng vì phải đi xét nghiệm Covid.
Sau 4 lần tham dự giải vô địch thế giới (2009, 2015, 2019, 2022), tuy Lại Lý Huynh đã có những chiếc huy chương đồng đội, thành tích tuyệt vời ở giải nhưng bấy nhiêu đó, chừng đó vẫn là chưa đủ với người hâm mộ nước nhà, hay với cả chính bản thân anh. Trên hết, mọi người luôn trông chờ vào anh vào những chiếc huy chương ở nội dung cá nhân cờ tiêu chuẩn để anh có thể sánh vai với những huyền thoại cờ tướng nước nhà, những đàn anh thế hệ đi trước (Nguyễn Vũ Quân, Nguyễn Thành Bảo). Việc có huy chương cá nhân cờ tiêu chuẩn cũng là cách hợp thức hóa đẳng cấp quốc thủ số 1 Việt Nam đương thời, khẳng định lại vị thế cờ tướng nước nhà kể từ sau năm 2009 (lần cuối cùng Việt Nam có 1 tấm huy chương bạc cá nhân cờ tiêu chuẩn tại của Nguyễn Thành Bảo). Và sau cùng cơn khát ấy đã được chấm dứt vào năm 2023, 1 giải đấu cực kỳ thành công của Lại Lý Huynh. Tuy nhiên, Việt Nam lại 1 lần nữa lỡ hẹn với chức vô địch thế giới cờ tiêu chuẩn danh giá và không thể bảo vệ được chức vô địch thế giới nội dung đồng đội 1 năm trước đó (phần lỗi lớn nhất là do màn trình diễn không được như kỳ vọng, tệ hại của Nguyễn Minh Nhật Quang, chỉ hạng 12 chung cuộc, trực tiếp đánh mất chức vô địch vào tay Singapore).
Năm 2023, lần thứ 2 cờ nhanh được tổ chức và cờ nhanh đã trở thành nội dung chính thức và được sự công nhận. Lại Lý Huynh đã bảo vệ thành công chức vô địch nội dung cờ nhanh, khi chiến thắng hàng loạt các đối thủ cạnh tranh trực tiếp (trong đó có Mạnh Thần - người mà anh vừa để thua ở chung kết nội dung cờ tiêu chuẩn 1 ngày trước) .Đáng tiếc nhất là anh lại để thua kỳ thủ Trung Quốc Mạnh Thần ở trận chung kết nội dung cờ tiêu chuẩn.

#### Giải vô địch đồng đội thế giới
Giải lần đầu được tổ chức vào năm 2014 tại Berlin, Đức. Đội tuyển Việt Nam (Lại Lý Huynh, Nguyễn Hoàng Lâm, Trương Á Minh) đã xuất sắc hầu như đánh bại mọi đối thủ và thậm chí là cầm hòa tuyển Trung Quốc 3-3 (trong đó Lại Lý Huynh hậu thủ hòa Trịnh Duy Đồng, 2 người còn lại xuất sắc cầm hòa Triệu Hâm Hâm và Uông Dương). Tuyển Việt Nam đáng tiếc giành huy chương bạc với thành tích 5 thắng 2 hòa, còn Trung Quốc thì là 6 thắng 1 hòa. Dẫu vậy kết quả này là chấp nhận được và là thành công của đoàn. Riêng bảng xếp hạng cá nhân ở giải này Lại Lý Huynh đã đạt hạng 3- huy chương đồng, xếp sau 2 kỳ thủ Uông Dương và Triệu Hâm Hâm.

#### Giải vô địch Châu Á
Năm 2008, Lại Lý Huynh được đại diện Việt Nam (nhờ vào thành tích thống trị giải U18 trẻ toàn quốc) tham gia giải vô địch Châu Á lần đầu với nội dung U18 trẻ. Trong lần đầu dự giải, Huynh đã xuất sắc vượt qua hàng loạt các đối thủ và chỉ phải chịu trận trước thần đồng Trung Quốc năm đó, người mà sau này trở thành kỳ vương Trung Quốc, kỳ phùng địch thủ, đại cường địch với Vương Thiên Nhất, kỳ thủ số 2 thế giới - Trịnh Duy Đồng. Lại Lý Huynh giành huy chương bạc.
Sau đó lần lượt các năm 2010, 2014, 2016, Lại Lý Huynh trở thành thành phần chủ lực của đội và đội tuyển giành được liên tiếp là 3 tấm huy chương bạc liền, khẳng định vị thế Việt Nam - nền cờ tướng số 2 thế giới chỉ sau Trung Quốc.
Lùm xùm đến vào năm 2018, khi Lại Lý Huynh là nhà vô địch Việt Nam mà vẫn không được triệu tập vào đội tuyển do những yếu tố ngoài lề đến từ cấp trên, tuyển Việt Nam thi đấu với thành tích tệ hại với hạng 6 chung cuộc và phải chịu sự chỉ trích nặng nề đến từ dư luận.
Năm 2023 giải vô địch châu Á trở lại, tuy nhiên Lại Lý Huynh đã không tham gia đội tuyển với lý do do phải chuẩn bị cho đấu trường Asiad cũng như giải Giáp Cấp Liên Tái cùng đội Hàng Châu. Khi thiếu vắng Lại Lý Huynh, đội tuyển Việt Nam như rắn mất đầu, đội tuyển Việt Nam với sự gồng gánh, nỗ lực từ Nguyễn Minh Nhật Quang, Nguyễn Thành Bảo vẫn là chưa đủ, liên tiếp là những màn trình diễn yếu kém, kém thuyết phục, thất vọng đến từ phần còn lại của đội tuyển: Tôn Thất Nhật Tân và Chu Tuấn Hải (thua Trung Quốc, thua HongKong, hòa Tây Malaysia) và hạng 5 chung cuộc. Một cú chạy đà không hề tốt trước thềm Asiad 19 đến gần.

#### Asian Games
Tham gia Asiad lần đầu vào năm 2010 tại Quảng Châu, Lại Lý Huynh đạt hạng 5 chung cuộc khi chỉ mới 20 tuổi, người đồng đội Nguyễn Thành Bảo xuất sắc đạt huy chương bạc, trong đó có ván đấu thắng chính Huynh.
Ở đại hội thể thao Asiad 2023, Lại Lý Huynh giành được huy chương bạc đồng đội nam nữ và huy chương đồng cá nhân  khi để thua Triệu Hâm Hâm đáng tiếc (lọt mất tấm vé vào chung kết vào chính tay đối thủ .

#### Sea Games
Lại Lý Huynh trong thành phần đội tuyển cờ tướng Việt Nam đã đoạt huy chương vàng Sea Games 31 nội dung đồng đội namvà huy chương vàng Sea Games 32 nội dung cá nhân. Lại Lý Huynh trở thành kỳ thủ duy nhất tại Đông Nam Á có đủ 2 tấm huy chương vàng ở 2 kỳ Sea Games khác nhau, cũng như kỳ thủ giàu thành tích nhất ở các kỳ Sea Games.

### Các giải cờ Trung Quốc

#### Giáp Cấp Liên Tái - giải vô địch đồng đội Trung Quốc
Lại Lý Huynh là kỳ thủ Việt Nam đầu tiên được mời tham gia giải đấu Giáp cấp liên tái ở Trung Quốc.
Năm 2016, Lại Lý Huynh được mời tham dự Giải vô địch đồng đội Trung Quốc Giáp Cấp Liên Tái, thi đấu dưới màu áo đội Hàng Châu. Anh thi đấu 19 ván / 27 vòng đấu (+7 =8 –4) (26 vòng đấu vòng tròn và 1 vòng đấu loại trực tiếp), có những ván giành kết quả tốt trước đối thủ mạnh từng vô địch Trung Quốc như thắng Tưởng Xuyên, hòa Triệu Hâm Hâm, Trịnh Duy Đồng. Trong trận đấu loại trực tiếp gặp đội Kinh Ký, Lại Lý Huynh giành chiến thắng ở ván cờ tiêu chuẩn trước Trương Cường, giúp đội Hàng Châu hòa 4-4. Ở loạt cờ nhanh anh thua Triệu Điện Vũ và đội nhà thua 3-5, xếp hạng 6 chung cuộc.
Năm 2019, Lại Lý Huynh khoác trên mình áo đội Giang Tô, tuy nhiên thành tích của anh không mấy khả quan như lần đầu tham dự.
Năm 2023, Lại Lý Huynh một lần nữa được đội cờ Hàng Châu (gồm những Vương Thiên Nhất, Hoàng Trúc Phong, Thân Bằng) mời tham gia Giáp cấp liên tái. Ở giải này, Lại Lý Huynh đã có những trận đấu xuất sắc với các kỳ vương Trung Quốc và kỳ vương thế giới, có thể kể như: chiến thắng Vu Ấu Hoa 2 lần, thắng Lữ Khâm, thắng Hồng Trí trong 1 siêu phẩm cờ tàn mẫu mực, thắng Triệu Quốc Vinh, thắng Mạnh Thần và 2 trận thua đáng tiếc trước 2 kỳ vương: Tôn Dũng Chinh, Uông Dương dù có lúc đại ưu thế, gần như nắm chắc chiến thắng trong tay ... Lại Lý Huynh lọt top 20 xạ thủ vương chung cuộc. Đáng chú ý, khi ở giai đoạn điểm rơi phong độ đỉnh cao vào giữa mùa giải, Lại Lý Huynh từng có lúc lọt vào top 3 bảng xếp hạng xạ thủ vương, chỉ xếp sau Vương Thiên Nhất và Uông Dương. Ở vòng knockout, Lại Lý Huynh góp công lớn giúp Hàng Châu bảo vệ thành công chức vô địch.
Mặc dù vậy, danh hiệu vô địch Giáp cấp liên tái 2023 của đội cờ Hàng Châu bị hoen ố bởi scandal mua bán độ của hai thành viên là Vương Thiên Nhất và Vương Dược Phi. Đầu năm 2024, hai tay cờ này bị điều tra hành vi dàn xếp tỷ số trong thời gian dài. Đến tháng 9 năm 2024, họ bị Liên đoàn Cờ tướng Trung Quốc cấm thi đấu trọn đời.

#### Các giải khác
Lại Lý Huynh được mời tham dự Cúp Hàn Tín 2016. Giải đấu gồm 12 kỳ thủ, chia làm hai bảng, chọn hai người nhất bảng vào đánh chung kết. Lại Lý Huynh được bốc thăm vào bảng A gồm Tạ Tịnh (Trung Quốc), Lý Cẩm Hoan (Ma Cao), Tiết Hàm Đệ (Đức), Iwan Setiawan (Indonesia) và Michael Naggler (Đức). Đây được coi là kết quả may mắn khi tránh được các đối thủ nặng ký bên bảng B như Vương Thiên Nhất, Trịnh Duy Đồng. Anh giành ngôi đầu bảng với 9 điểm / 5 ván (+4 =1) và giành quyền vào chung kết. Tại chung kết anh gặp Tào Nham Lỗi, hòa ván cờ tiêu chuẩn và thua ván cờ nhanh, giành ngôi á quân. Đây là lần đầu tiên một kỳ thủ Việt Nam vào đến chung kết giải đấu này.

## Thành tích
- Vô địch cá nhân trẻ toàn quốc: 2003 (U13), 2004 (U15), 2005 (U15) , 2006 (hạng 2 U18) , 2007 (U18) , 2008 (U18)
- Huy chương bạc Giải cờ tướng trẻ cá nhân Châu Á: 2008
- Vô địch cờ tướng Việt Nam: 2013, 2014, 2016, 2018, 2021
- Á quân cờ tướng Việt Nam: 2015, 2017, 2019, 2020, 2023
- Vô địch cờ nhanh Việt Nam: 2016, 2020, 2021, 2022, 2023
- Vô địch cờ chớp Việt Nam: 2017, 2018, 2019
- Vô địch Giải đấu thủ mạnh toàn quốc: 2018
- Á quân Giải đấu thủ mạnh toàn quốc: 2008, 2009
- Huy chương bạc cá nhân Đại hội thể dục thể thao toàn quốc: 2014
- Cúp các danh thủ Phương Trang: 2009 (hạng 5) , 2010 (hạng 3), 2016 (hạng 2)
- Vô địch Giải ngôi sao quốc tế - The Reed hotel cup - Ninh Bình 2015
- Vô địch Giải Kỳ Vương PTSC Marine 2015, 2017, 2013 (hạng 2), 2014 (hạng 3)
- Vô địch cúp Tăng Nguyên Giai 2012, 2014, 2017, 2020, 2019 (hạng 2), 2018 (hạng 3)
- Huy chương bạc Đại hội Thể thao châu Á Trong nhà: 2009
- Huy chương vàng cá nhân Giải vô địch thế giới 2022: nội dung cờ nhanh
- Huy chương vàng Giải vô địch thế giới 2022: nội dung đồng đội[19]
- Huy chương bạc Giải vô địch đồng đội thế giới: 2009 [20],2014
- Huy chương đồng Giải vô địch đồng đội thế giới: 2015, 2019
- Giải vô địch cá nhân thế giới: 2009 (hạng 7) , 2015 (hạng 5) , 2019 (hạng 4), 2022 (hạng 4)
- Giải cá nhân Châu Á: 2013 (hạng 6) , 2019 (hạng 10)
- Huy chương bạc Giải vô địch đồng đội Châu Á: 2010, 2014, 2016
- Đại hội thể thao trí tuệ thế giới: 2016 (hạng 4)
- Asiad: 2010 (hạng 5)
- Vô địch Dương Quan Lân Bôi 2016 (bảng hải ngoại)
- Vô địch Bảo Bảo Bôi 2017, 2018 (bảng hải ngoại)
- Hàn Tín Bôi 2010 (hạng 5) , 2013 (hạng 7) , 2016 (hạng 2) , 2018 (đồng hạng 5)
- Thượng Hải Gia Định Bôi: Á quân 2019
- Vô địch Tạ Hiệp Tốn Kỳ Vương bôi 2019 (bảng hải ngoại)
- Hạng 6 chung cuộc Giải giáp cấp liên tái 2016 (Hàng Châu đội)
- Vô địch giải cờ đôi Hàng không Tứ Xuyên 2017 (cùng Gia Hàm)[cần dẫn nguồn]
- Huy chương vàng Sea Games 31 nội dung đồng đội cờ nhanh[21]
- Huy chương vàng Sea Games 32 nội dung cá nhân cờ tiêu chuẩn.
- Huy chương đồng Asiad 2023 nội dung cá nhân
- Huy chương bạc Asiad 2023 nội dung đồng đội